# Louis Gauthier
Louis Gauthier (Blanzy, 12 aprile 1916 – Saint-Vallier, 6 agosto 2005) è stato un ciclista su strada francese, professionista dal 1937 al 1954.

## Carriera
Professionista dal 1937 al 1954, vinse il Critérium National della zona occupata nel 1943. Salì sul podio delle principali corse in linea francesi della sua epoca. Nel 1944 fu secondo proprio alla Parigi-Tours preceduto in una volata a ranghi ristretti dal connazionale Lucien Teisseire, corsa questa in cui fu anche quarto nel 1942 ed in cui ottenne buoni risultati anche in altre occasioni; sempre nel 1944 concluse secondo anche il Circuit de Paris dietro Émile Idée.
Nel 1946 fu secondo alla Parigi-Roubaix: nell'occasione si giocò la vittoria in una volata a tre con i belgi Georges Claes, vincitore, e Lucien Vlaemynck terminando secondo. Capace anche di buone prestazioni a cronometro, fu terzo al Grand Prix des Nations, sempre nella zona occupata, nel 1941.
Nel 1947 prese parte al suo primo ed unico Grande giro, il Tour de France, con la formazione del Nord-Est, ma si ritirò nel corso della terza tappa.

## Palmarès
- 1939 (Terrot/Magnat, due vittorie)

Campionato francese allievi, Prova in linea
Classifica generale Circuit du Midi
- 1942 (Mercier, due vittorie)

1ª tappa Circuit du Midi
Classifica generale Circuit du Midi
- 1943 (Mercier, una vittoria)

Critérium National (zona occupata)
- 1944 (Mercier/Meropole, una vittoria)

Circuit des Boucles de la Seine
- 1945 (Mercier/Meropole, una vittoria)

Circuit des Boucles de la Seine
- 1945 (Mercier/Meropole, una vittoria)

Circuit des Boulevards - Criterium du Centre
- 1946 (Mercier, una vittoria)

Parigi-Montceau les Mines
- 1948 (Mercier/Meropole, una vittoria)

Prix Bourg-Bassot - Mercury-Gémilly
- 1951 (Terrot/Vanoli, una vittoria)

Classifica generale Circuit des monts du Livradois
- 1952 (Vanoli, due vittorie)

Prix des commerçants de La Ville-Gozet
Classifica Generale Circuit de Saône-et-Loire

### Altri successi
- 1935 (Dilettanti)

Grand Prix des vêtements Sive - Montceau-les-Mines (Criterium)
- 1936 (Dilettanti)

Grand Prix des vêtements Sive - Montceau-les-Mines (Criterium)
- 1938 (Individuali)

Grand Prix des vêtements Sive - Montceau-les-Mines (Criterium)
- 1947 (Mercier)

Criterium di Chauffailles
Criterium di Saint-Vallier
- 1948 (Mercier/Metropole)

Critérium du Centre
Criterium di Sanvignes
Criterium di La Clayette
Criterium di Saint-Vallier
Criterium di Autun
- 1949 (Mercier)

Criterium di Mâcon
Criterium di Iguerande
- 1950 (Terrot)

Criterium di Autun
- 1951 (Terrot/Vanoli)

Criterium di Sanvignes
Criterium di Blanzy
Criterium di La Clayette
Criterium di Chauffailles
- 1953 (Peugeot)

Criterium di Blanzy

## Piazzamenti

### Grandi Giri
- Tour de France

1947: ritirato (alla 3ª tappa)

### Classiche monumento
- Parigi-Roubaix

1944: 36º
1946: 2º